# Митолошка бића
Митско или митолошко биће  (такође названо легендарно створењ) је тип фантастичног ентитета, обично хибрид, који није доказан и који је описан у фолклору (укључујући митове и легенде), али може бити представљен у историјским извештајима пре модерности.
У класичној ери, монструозна створења као што су Киклоп и Минотаур појављују се у херојским причама које протагониста мора да уништи. Разни научници антике су тврдили да су друга створења, као што је једнорог, стварне и да се налазе у извештајима природне историје. Нека легендарна створења потичу из традиционалне митологије и веровало се да су права створења, на пример змајеви, грифони и једнорози. Остала наведена митска или легендарна створења су били засновани на стварним сусретима, који потичу из искривљених прича из путописа, као што је например тартарско јагње од поврћа, које је наводно расло везано за земљу.

## Створења
У уметности и причама класичног доба појављују се разне митске животиње. На пример, у Одисеји, монструозна створења укључују Киклопа, Сцилу и Харибду са којима се јунак Одисеј морао суочити. Друге приче укључују Медузу коју је победио Персеј, Минотаура (човека/бика) који ће уништити Тезеј и Хидру коју ће убити Херакле, док се Енеја бори са харпијама. Ова чудовишта стога имају основну функцију да нагласе величину умешаних хероја.
Нека бића из класичне ере, као што су (коњ/људи) кентаур, химера, Тритон и летећи коњ Пегаз, такође се налазе и у индијској уметности. Слично, сфинге се појављују као крилати лавови у индијској уметности и птици Пиаса у Северној Америци.
У средњовековној уметности, животиње, и стварне и митске, имале су важну улогу. Они су укључивали декоративне форме као у средњовековном накиту, понекад са сложеним испреплетеним удовима. Животињски облици су коришћени да додају хумор или величанственост објектима. У хришћанској уметности животиње су носиле симболичка значења, где је на пример јагње симболизирало Христа, голуб је указивао на Светог Духа, а класични грифон је представљао чувара мртвих. Средњовековни бестијарији укључивали су животиње без обзира на биолошку стварност, базилиск је представљао ђавола, док је мантикора симболизовала искушење.

## Алегорија
Једна од функција митских животиња у средњем веку била је алегорија. Једнорози су, на пример, описани као изузетно брзи и неухватљиви традиционалним методама лова. псалм: 127  Веровало се да једини начин да се једнорог ухвати је да се доведе девица до њеног пребивалишта. Тада је једнорог требало да јој скочи у крило и заспи, у ком тренутку је ловац могао да га коначно ухвати. псалм: 127  У смислу симболике, једнорог је био метафора за Христа. Једнорози су представљали идеју невиности и чистоте. У Библији краља Џејмса, Псалам 92:10 каже: „Рог мој узвисићеш као рог једнорога“. То је зато што су преводиоци краља Џејмса погрешно превели хебрејску реч ре'ем (רְאֵם − Re'em) као једнорог. псалм: 128  Касније верзије преводе ово као дивљи бик. Мала величина једнорога означава понизност Христа. псалм: 128.
Још једно уобичајено легендарно створење које је служило алегоријским функцијама у средњем веку био је змај. Змајеви су идентификовани са змијама, иако су њихови атрибути знатно појачани. Претпостављало се да је змај био већи од свих других животиња. псалм: 126  Веровало се да змај нема штетног отрова, али да може да убије све што загрли без потребе за отровом. Библијски списи говоре о змају у односу на ђавола, а коришћени су за означавање греха уопште током средњег века. псалм: 126  За змајеве се говорило да су живели на местима попут Етиопије и Индије, на основу идеје да су тамо живели. на овим локацијама увек била присутна топлота. псалм: 126
Физички детаљи нису били централни фокус уметника који су приказивали такве животиње, а средњовековни бестијарији нису били замишљени као биолошке категоризације. Створења попут једнорога и грифона нису била категорисана у посебан „митолошки“ одељак у средњовековним бестијаријима, псалм: 124  јер су симболичке импликације биле од примарне важности. Животиње за које знамо да су постојале и даље су представљене фантастичним приступом. Чини се да су религиозне и моралне импликације животиња биле далеко значајније од подударања са физичком сличношћу у овим приказима. Нона К. Флорес објашњава: „До десетог века уметници су били све више везани алегоријским тумачењима и напуштали су натуралистичке приказе.“ псалм: 15